# План Баруха
План Баруха (англ. Baruch Plan) —  американский план, представленный на комиссию ООН по атомной энергетике в 1946 году, в котором содержались условия, на которых США предлагали другим странам развивать сотрудничество по линии мирного использования атома. Данный план был представлен 14 июня 1946 года советником президента Франклина Д. Рузвельта, американским финансистом Бернардом Барухом. Основой плана послужил отчёт Ачесона — Лилиенталя.
Данный план содержал такие пункты, как создание международного «Агентства по атомным разработкам» (англ. Atomic Development Authority), предполагалась передача этому агентству контроля над атомным производством и обмен исследованиями в рамках него между странами. Более того, план включал в себя передачу США технологической информации по атомной энергетике. Контроль агентства должен был осуществляться в рамках международных инспекций на местах. План предполагал введение механизма контроля за ядерными программами вступающих в сотрудничество стран через проведение международных инспекций на территориях этих стран. Центральным органом этого агентства должна была стать комиссия ООН по атомной энергетике. Однако предполагалось, что она не будет непосредственно подчинена Совету безопасности и решения в ней будут приниматься большинством голосов.
Эти условия не устраивали СССР. В условиях американской монополии на атомное оружие, а также, зная, что американцы не остановятся в его применении (на примере атомных бомбардировок Хиросимы и Нагасаки), Советский Союз не устраивали иностранные инспекции на советских ядерных объектах в условиях взаимного недоверия, если не сказать враждебности. Не соглашалось советское руководство и с принципом принятия решений в комиссии, где СССР оказывался бы в меньшинстве. В Москве понимали, что Вашингтон будет использовать сотрудничество с СССР, чтобы препятствовать созданию ядерного потенциала СССР.
Следуя общечеловеческим интересам, в процессе переговоров, в противовес плану Баруха, советская дипломатия выдвинула идею отказа от использования атомной энергии в военных целях. Соответствующие предложения выдвигались советской делегацией в комиссии в 1946−47 гг. Речь шла о попытке убедить США согласиться с запрещением ядерного оружия взамен согласия СССР включиться в «план Баруха», с условием его частичной доработки и подчинения комиссии по атомной энергии Совету безопасности, в котором и СССР и США имели право вето. Такой проект был неприемлем для США, которые при его реализации потеряли бы преимущества военно-ядерной монополии. Как отмечал в письме к Б. Баруху командующий ВВС США Карл Спаатс:
Любые меры, предпринятые в ближайшее время для контроля над атомными взрывными устройствами, имели бы тяжелые и неблагоприятные военные последствия для Соединенных Штатов, поскольку результатом было бы сокращение преимущества США без пропорционального сокращения силы других держав. Такая мера создаст угрозу безопасности Соединенных Штатов.
Соглашаясь с такой логикой, американская делегация в комиссии игнорировала советскую позицию и предложения Москвы. Обсуждения затягивались, время шло, страны продолжали работать над ядерными проектами, причём, СССР был вынужденно догоняющим. Поскольку решения в комиссии принимались большинством голосов, в декабре 1946 г. она одобрила американский проект и представила его на утверждение СБ ООН, где тот не был одобрен из-за возражений Советского Союза. После этого «план Баруха» (в 1948 г.) был возвращен на доработку в комиссию. В её статусе были произведены изменения. Из независимой структуры она стала органом, подчиненным Совету безопасности. СССР получил возможность применять право вето. Это вызвало недовольство США. Работа комиссии была парализована, и в 1949 г. она прекратила свою деятельность.
Таким образом, попытка установления контроля над созданием в СССР ядерного оружия закончилась неудачей.